# Strada statale 49 della Pusteria
L’ex strada statale 49 della Pusteria (SS 49, in tedesco Staatsstraße 49 Pustertal) è un'importante strada statale italiana.
Percorre la valle omonima partendo da Bressanone, in Alto Adige, ed è una tipica strada di montagna; tocca poi i comuni di Varna, Naz-Sciaves, Rio di Pusteria, Vandoies, Falzes, Brunico, dove diparte la strada statale 621 della Valle Aurina, Monguelfo, Villabassa, Dobbiaco, dove ci si può immettere nella strada statale 51 di Alemagna, San Candido dove si innesta la strada statale 52 Carnica e arriva al confine di Stato di Prato alla Drava, dove entra in Austria. La strada ripercorre parzialmente l'antico tracciato della strada romana della Pusteria, denominata convenzionalmente dagli storici "via Aguntum-Vipitenum".
In seguito al decreto legislativo 2 settembre 1997, n° 320, dal 1º luglio 1998, pur restando di proprietà dello Stato, la gestione della strada è passata dall'ANAS alla provincia autonoma di Bolzano. La classificazione amministrativa e la numerazione dell'arteria sono rimaste invariate.
Dal passaggio della strada dallo Stato alla Provincia in poi, da uno stato di sostanziale degrado l'arteria è stata riportata, grazie anche alla costruzione di gallerie e circonvallazioni dei centri minori, a uno stato di manutenzione corretto. Inoltre la strada è stata affiancata dalla ciclabile della Pusteria, che garantisce la separazione del traffico automobilistico da quello ciclistico.

## Tabella percorso
Il percorso origina dalla strada statale 12 dell'Abetone e del Brennero presso Varna. Dopo aver attraversato Novacella, si ricongiunge alla SS49 bis. Da qui fino a Vandoies di Sotto presenta caratteristiche di strada a scorrimento veloce, con l'assenza di intersezioni a raso (a eccezione dello svincolo di Vandoies di Sotto ovest, che è un'intersezione a raso canalizzata). Dopodiché continua il suo percorso senza incrociare centri abitati, costeggia Villetta in variante (senza intersezioni a raso) e attraversa l'abitato di Chienes. Da Chienes il percorso segue il fiume Rienza, con la quasi totale assenza di intersezioni a raso, supera Castelbadia in variante e all'altezza di Brunico assume nuovamente caratteristiche di strada a scorrimento veloce, fungendo da tangenziale per il paese. Superato Brunico il tracciato diventa curvilineo, con numerosi incroci a raso e l'attraversamento del centro abitato di Perca. Superati i paesi di Monguelfo e Villabassa in variante, il percorso attraversa i centri di Dobbiaco, San Candido e Versciaco, prima di giungere al confine con l'Austria presso Prato alla Drava.
La velocità massima oscilla fra 60 e 70 chilometri orari, con brevi tratti a 90. Nei tratti urbani la velocità massima è di 50 chilometri orari. Nei tratti in variante sono presenti le stesse restrizioni previste per le strade extraurbane principali (sono però ammessi i motocicli guidabili con la patente A1).
| della Pusteria       |                                   |      |           |                |
| Tipo                 | Indicazione                       | ↓km↓ | Provincia | Strada europea |
|                      | Varna dell'Abetone e del Brennero | 0    | BZ        |                |
|                      | Novacella                         | 1,1  | BZ        |                |
| AB-Kreuzung-blau.svg | Naz                               | 4,4  | BZ        |                |
| AB-Kreuzung-blau.svg | Sciaves                           | 4,5  | BZ        |                |
|                      | della Pusteria                    | 5,3  | BZ        |                |
|                      | Rio di Pusteria                   | 7,4  | BZ        |                |
| AB-Kreuzung-blau.svg | Vandoies di Sotto ovest Terento   | 12,7 | BZ        |                |
|                      | Vandoies di Sotto est Terento     | 14,3 | BZ        |                |
| AB-Kreuzung-blau.svg | Lodenwelt                         | 14,6 | BZ        |                |
| AB-Kreuzung-blau.svg | Vandoies di Sopra                 | 17,8 | BZ        |                |
| AB-Kreuzung-blau.svg | San Sigismondo                    | 19,9 | BZ        |                |
|                      | Chienes                           | 22,7 | BZ        |                |
| AB-Kreuzung-blau.svg | Casteldarne                       | 23,3 | BZ        |                |
| AB-Kreuzung-blau.svg | di Val Badia                      | 28,4 | BZ        |                |
|                      | Brunico ovest                     | 29,3 | BZ        |                |
|                      | Brunico centro                    | 32,5 | BZ        |                |
|                      | Brunico est                       | 33,3 | BZ        |                |
| AB-Kreuzung-blau.svg | Lunes                             | 35,4 | BZ        |                |
|                      | Perca                             | 36,3 | BZ        |                |
| AB-Kreuzung-blau.svg | Vila di Sotto                     | 37,5 | BZ        |                |
| AB-Kreuzung-blau.svg | Montevila - Liccio                | 38,0 | BZ        |                |
| AB-Kreuzung-blau.svg | Nessano                           | 39,2 | BZ        |                |
| AB-Kreuzung-blau.svg | Valdaora                          | 41,9 | BZ        |                |
| AB-Kreuzung-blau.svg | Rasun-Anterselva                  | 42,5 | BZ        |                |
| AB-Kreuzung-blau.svg | Valdaora di Sopra                 | 43,9 | BZ        |                |
|                      | Monguelfo ovest                   | 47,9 | BZ        |                |
|                      | Monguelfo centro                  | 49,5 | BZ        |                |
| AB-Kreuzung-blau.svg | Monguelfo est                     | 51,0 | BZ        |                |
|                      | Untergasse                        | 51,7 | BZ        |                |
| AB-Kreuzung-blau.svg | Villabassa                        | 53,6 | BZ        |                |
|                      | Alemagna                          | 58,7 | BZ        |                |
|                      | Dobbiaco                          | 59,0 | BZ        |                |
|                      | Carnica                           | 62,3 | BZ        |                |
|                      | San Candido                       | 62,8 | BZ        |                |
|                      | Versciaco                         | 66,9 | BZ        |                |
| AB-Kreuzung-blau.svg | Prato alla Drava                  | 70,2 | BZ        |                |
|                      | Confine di Stato Drautalstraße    | 71,1 | BZ        |                |

## Strada Statale 49 bis della Pusteria
L'ex strada statale 49 bis della Pusteria (SS 49 bis) è una strada statale italiana.
Funge praticamente da collegamento tra l'uscita Bressanone dell'autostrada A22 e il comune di Naz-Sciaves, dove si collega alla SS 49 che proviene da Bressanone.

### Storia
La strada venne istituita nel 1957.
In seguito al decreto legislativo 2 settembre 1997, n° 320, dal 1º luglio 1998, pur restando di proprietà dello Stato, la gestione della strada è passata dall'ANAS alla provincia autonoma di Bolzano. La classificazione amministrativa e la numerazione dell'arteria sono rimaste invariate.

### Tabella percorso
Il tracciato, che origina dall'autostrada A22, presenta le caratteristiche di strada a scorrimento veloce, con l'assenza di intersezioni a raso. Alla fine del suo breve percorso la strada si congiunge senza soluzione di continuità con la SS 49.
La velocità massima su tutto il percorso è di 90 chilometri orari.
| della Pusteria |                   |      |           |                |
| Tipo           | Indicazione       | ↓km↓ | Provincia | Strada europea |
|                | Modena - Brennero | 0    | BZ        |                |
|                | Aica              | 0,8  | BZ        |                |
|                | Naz-Sciaves       | 1,7  | BZ        |                |
|                | della Pusteria    | 1,7  | BZ        |                |